# Emma Coburn
Emma Coburn (19 de outubro de 1990) é uma meio-fundista norte-americana, campeã mundial e medalhista olímpica dos 3000 metros com obstáculos.

## Carreira
Emma Coburn competiu na Rio 2016, conquistando a medalha de bronze nos 3000m com obstáculos. No ano seguinte, tornou-se campeã mundial em Londres 2017, estabelecendo novo recorde pessoal, norte-americano e do campeonato mundial para a prova, com o tempo de 9:02.58. Com esta vitória, ela se tornou o primeiro steepler americano, homem ou mulher, a ganhar uma medalha de ouro num torneio global em 65 anos, desde a conquista olímpica de Horace Ashenfelter nesta prova em Helsinque 1952. Dois anos depois, em Doha 2019, ficou com a medalha de prata, atrás apenas da recordista mundial do Quênia, Beatrice Chepkoech, quebrando sua melhor marca pessoal com o tempo de 9:02.35.
Em Tóquio 2020, Coburn sofreu uma queda durante a corrida e acabou desclassificada.